# Winkfield
Winkfield é uma vila e paróquia civil localizada na autoridade unitária de Bracknell Forest no condado de Berkshire, na Inglaterra.

## Geografia
A paróquia inclui os vilarejos de Winkfield, Maidens Green, Winkfield Row, Brock Hill, Winkfield Street, Chavey Down, Woodside, Cranbourne e Swinley. Inclui também parte da vila de North Ascot e alguns subúrbios da cidade de Bracknell, Forest Park, Martins Heron e The Warren. A paróquia já foi uma das maiores da Inglaterra, cobrindo também as áreas de Bullbrook, Crown Wood e Harmans Water.

## Origens e História
A região é habitada desde a pré-história, dada a existência de cemitérios da Idade do Cobre na cidade vizinha de Ascot. Artefatos encontrados na paróquia indicam que a região foi ocupada pelos romanos.
Winkfield é citada num levantamento das divisas da paróquia realizado no ano de 942. Nesse ano o Rei Edmundo I doou Winkfield e a floresta de Swinley a uma freira chamada Saethryth, que transferiu a propriedade para o Monastério de Abington. O nome Winkfield talvez derive de Wineca's Field. Wineca é um antigo nome masculino que significa pequeno amigo. Outros nomes são Winecanfelda (Século X), Wenesfelle (Século XI), Winckfeld (Século XII), Wenekefelde (Século XIII), Wynkefeld (Século XIV), Wynfeld e Wingfeld (Século XVI).
O monastério medieval de Abington existiu até a Dissolução dos Mosteiros ordenada pelo Rei Henrique VIII entre 1536 e 1541, quando a propriedade foir transferida para o St. John's College da Universidade de Cambridge.  A Universidade nomeou Thomas Warde, castelão de Cranbourne Chase como zelador. Seu filho Richard, posteriormente Lorde de Winkfield, reformou a igreja de Santa Maria em 1592, colocando as colunas na nave central que ainda podem ser vistas atualmente. A mansão da família Warde, denominada Godwins, localizava-se em algum lugar das proximidades, e caiu em ruinas após ser herdada pela família Harrison.  Por apoiar a monarquia, os Harrisons tiveram suas propriedades confiscadas em 1652 e vendidas para John Lovelace. No século seguinte, a propriedade foi vendida à famílias Meek, que por sua vez vendeu a propriedade para o Rei George III em 1782.
A região já foi moradia real mais de uma vez: no final do século XVIII, a Princesa Sofia de Gloucester (bisneta do Rei Jorge II e sobrinha do Rei Jorge III) residiu no Winkfield's New Lodge. Em 1782 o Rei Jorge III construiu o Winkfield Manor ao sul da Forest Road, que ainda existe, e o usava como casa de caça. Durante a Segunda Guerra Mundial, entre março de 1942 e junho de 1945, a família real da Noruega refugiou-se em Foliejon Park. Moraram em Winkfield o Rei Haakon VII e o então príncipe herdeiro Alexander, que foi posteriormente coroado como Rei Olavo V.

## Transporte
As vias mais antigas da vila são Winkfield Street, North Street (um quilômetro a leste, que dá acesso a Windsor), Winkfield Row e Chavey Down (quinhentos metros ao sul). Atualmente a principal via é a A330, que começa na esquina sudoeste do Circuito de Corridas de Ascot e segue norte até o trevo da A308(M), dando acesso à M4 e à A308 para Windsor. Nesse trajeto, a A330 assume os nomes de Winkfield Road, Lovel Road, Pigeonhouse Lane, Chuch Road, Cocks Lane, Kingscroft Lane, Ascot Road

## Arquitetura

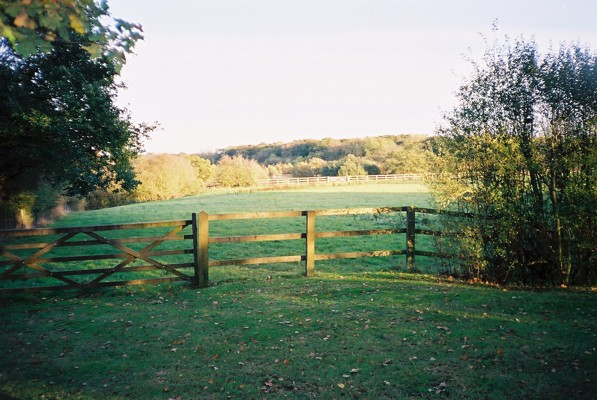
Campo em Nuptown, parte da paróquia de Winkfield

A Igreja de Santa Maria, cuja construção inicial remonta de 1200, fica ao norte da vila. Uma placa na parede da igreja é datada de 1685, em memória de Thomas Wise, que foi carpiteiro real do Rei Carlos II. Outra placa lista os párocos da igreja desde o Século XIII. Um dos pilares de madeira da nave tem uma inscrição de uma rosa Tudor e a data 1592, no reinado da Rainha Elisabeth I. Outro pilar foi doado pela Rainha Vitória em 1887. O mais novo dos pilares tem mais de um século, e foi instalado em 1908. A oeste da igreja fica a casa pastoral, erigida no Século XIX. Em frente à igreja localiza-se o pub White Hart, bem como um memorial às vítimas de guerra. Na Winkfield Lane encontra-se uma edificio que abrigou uma serralheria medieval, conhecido com The Old Forge, com partes que datam do Século XVII. O edifício pertence à família Druce há dois séculos. Quando o atual relógio da igreja foi instalado, foi achada no antigo relógio a inscrição Feito por Henry Druce, 1698. Documentos registram que o mesmo foi construído no The Forge e doado por Henry Druce, com a condição que a igreja lhe pagasse 40 shillings por ano como manutenção. Os seis sinos da igreja são datados entre 1597 a 1874. O cemitério atrás da igreja é dominado por um teixo centenário. A frondosa árvore à frente da igreja, também centenária, é provavelmente sua filha. Os registros paroquiais listam os batizados realizados de1564 a 1988, casamentos de 1564 a 1987, enterros de 1564 a 1961 e excomunhões de 1754 a 1789 e 1823 a 1979.
Em frente à igreja fica o pub White Hart Inn, do século XVII, que foi no passado usado com fórum.
A leste da Winkfield Street fica a casa das bombas, na rua Orchard Lea, um Spa construído em torno de 1800. Nessa casa encontrase o Physic Well (poço do médico), cujas águas minerais eram consideradas um remédio para os problemas dos olhos. A cada das bombas foi dividida em três residências. Anteriormente, o edifício era um grande salão, com piscina e o poço (agora coberto). A casa foi propriedade de Rick Wright do grupo Pink Floyd na década de 1980.

## Edifícios Tombados
A paróquia tem 85 edifícios e estruturas tombadas, a maioria do Grau II. A gruta no Ascot Place é tombada no Grau I e a Igreja de Santa Maria é de Grau II*: 
1. Abbey Farmhouse e estrebaria (Winkfield Lane)
2. Apple Tree Cottage (Winkfield Row)
3. Ascot Place (Winkfield), includindo Bothy Cottage, rotunda clássica, ponte seca, East Lodge, North Lodge, portões e grades do jardim murado, aviário, escritório com torre, banco de jardim, banco gótico, estufa e antigo curral, gruta, Mullberry Cottage, garagem de carroças, Quince Cottage, Garden Cottage, estábulos e torres, quatro estátuas. A residência é mencionada desde [[1339], e já foi propriedade de Daniel Agace (1787[10]),  William Lidderdale, Governador do Banco da Inglaterra (1899), Mr. S. G. Asher (1923), Sir Harry Livesey (1930), H.J. "Jack" Heinz II (1970) e Mick Flick, herdeiro da Mercedes-Benz.  Em 1989, foi comprada pelo Sheikh Zayed bin Sultan Al Nahyan, sultão de Abu Dhabi e presidente dos Emirados Árabes Unidos.
4. Chawridge Manor Farmhouse (Chawridge Lane)
5. Cottages 1 and 2 e Keeper's Cootage (Braziers Lane)
6. Cranbourne Court e Cranbourne Lodge (Mounts Hill). Cranbourne Lodge foi um edifício da era Tudor reconstruído por  Sir George Carteret em 1668, que passou para Richard, e, em seguida, paara Conde de Ranelagh em 1680,  Charles Duque de St. Albans (filho ilegítimo de do Rei [Carlos II da Inglaterra|Carlos II]], Duque de Cumberland (tio do rei Carlos II), Duque de York (irmão do rei Carlos II), Duque de Gloucester, Mr. Graham Loyd em 1923.
7. Fernhill Park, estrebarias e poço (Winkfield). Construído por volta de 1700 por John Thorp, transferida para Thomas Handcock, que revendeu em 1706 ao General John Clayton, morto em Dettingen em 1743. A propriedade for herdada por seu filho Tenente Clayton, falecido em 1751, e vendida a Francis Knollys. Em 1923, pertencia ao Cirurgião Tenente-Coronel H. R. Odo Cross.
8. Foliejon Park, estábulos, canil (Drift Road). Propriedade do Captão Gilbert Gordon Blane em 1923.
9. Foliejon Cottage (1 Winkfield Street)
10. Handpost Farmhouse, estrebaria e paiol (A330 e B3022)
11. Igreja de Santa Maria (A330) incluindo as sepulturas de Lyford e Moore
12. Igreja de São Pedro (Hatchet Lane)
13. Indicadores de distância a 450m ao sudoeste da esquina entre Brazier's Lane e Pigeonhouse Lane, 230m ao sudoeste da esquina entre Hatchet Lane e 3 Lovel Lane, 50m ao leste da esquina entre Swinley Road e London Road, sudeste da esquina entre Bracknell Road e Church Lane.
14. Kilbees Farmhouse e estrebaria (Winkfield)
15. Knights Hall (Winkfield Lane)
16. Lovel Hill House 1, 2 and 3 (3 Lovel Lane), propriedade de Mr. John Haig em 1923.
17. Merrydown (Winkfield)
18. Mosteiro da Santíssima Trindade (Winkfield)
19. Newington House (Winkfield Lane)
20. Nobbs Cook Farmhouse (Windsor)
21. Old Dairy Farmhouse ao leste da esquina de Crouch End (Winkfield Lane)
22. Old Forge Cottage (Winkfield Lane)
23. Old Hatchet Inn (A330)
24. Old Rectory Cottage, parede do jardim e portão (A330)
25. Oxford Cottage Farmhouse (Winkfield Lane)
26. Plaistow Green Farmhouse (A330)
27. Poço antigo, muros e portão jardim da Woodside House, estábulos (Woodside Road)
28. Portões e grades do Cranbourne Hall (Drift Road)
29. Portões e grades da Cranbourne Primary School (A330)
30. Somerton House (3 Forest Road)
31. St Ronans House (Forest Road)
32. The Pump Room (Winkfield Lane)
33. The Vale (Woodside Lane)
34. Tudor Cottage (Winkfield)
35. Wall House (Winkfield Street)
36. Walnut Tree Cottage (Woodside Road)
37. Weycroft (Forest Road)
38. White Hart Pub, incluindo estrebaria, paiol e outros prédios(A330)
39. Winkfield Place (Winkfield Lane), propriedade do Coronel J. P. Van de Weyer em 1923.

## Antigos Proprietários
Um levantamento publicado por P.H. Ditchfield e William Page de 1923 lista outros proprietários de imóveis notáveis na região:
1. Orchard Lea: Visconde Esher
2. Winkfield Manor: Mr. Charles Agace Ferard
3. Hounds Lodge (reconstruída como New Lodge em 1858): Lord Raleigh
4. Forest Farm: Duque de Newcastle
5. Ramslade: Coronel Mackenzie
6. King's Ride: Sir Edwin Durning-Lawrence
7. Cranbourne Hall: Mrs. Foster

## Esportes
Um dos muitos campos de cricket batizados com o nome do Rei Jorge V fica em Winkfield.

## Educação
Uma escola livre localizada em Cranbourne, no norte da paróquia deu origem à Escola Ranelagh da Igreja da Inglaterra.
A escola preparatória privada Lambrook Haileybury fica no vilarejo de Winkfield Row.